# Niinivesi
Der Niinivesi ist ein See in der finnischen Landschaft Nordsavo.
Der 75,66 km² große langgestreckte See hat eine Länge von 37 km und liegt auf einer Höhe von 97,9 m.
Über die beiden Sunde Säynätsalmi und Vaajasalmi fließt das Wasser des benachbarten Sees Iisvesi dem Niinivesi zu.
Über die Stromschnelle Nokisenkoski wird der Niinivesi an dessen Südende zum See Miekkavesi entwässert.
Der Niinivesi ist Teil eines Seensystems, das über die Seen Konnevesi und Päijänne abfließt und im Einzugsgebiet des Kymijoki liegt.